# 9M111 Fagot
9K111 Fagot (NATO naziv AT-4 Spigot) je prva ruska protuoklopna vođena raketa s poluautomatskim vođenjem. Razvijen je početkom sedamdesetih godina u birou KBP iz Tule, kao zamjena za sustav 9K11 Maljutka. U naoružanje oružanih snaga SSSR-a uveden je 1973. godine. 

## Dizajn
Raketni sustav Fagot namijenjen je uništavanju tenkova i oklopnih vozila, utvrđenih objekata, prizemljenih zrakoplova i drugih ciljeva na zemlji na udaljenostima do 2000 m. Predviđen je za opremanje pješadijskih protuoklopnih vodova, kao i za ugradnju na oklopna borbena vozila. Sustav se sastoji od prijenosnog lansirnog uređaja 9P135 (s lanserom 9P56 i uređajem za vođenje 9S451), rakete 9M111 u transportno-lansirnom kontejneru i indikatora svjetlosnih smetnji 9S469.
Raketa 9M111 smještena je u staklo-plastičnoj lansirnoj cijevi, koja istovremeno služi i kao transportni kontejner. Masa punog kontejnera je 13 kg, a masa same rakete 11,5 kg. Raketa se lansira brzinom 80 m/s, a tijekom leta dostiže maksimalnu brzinu od 186 m/s. Domet je od 75 m do 2000 m, a maksimalna brzina cilja 60 km/h. Kumulativna bojna glava mase 2,5 kg probija homogeni čelični oklop debljine 400 mm. Vođenje rakete je poluautomatsko - operater samo održava končanicu nišana na cilju, a podaci za vođenje se automatski registriraju i žicom prenose na raketu. Sustavom upravljaju tri vojnika. Pri hodu, operater nosi sklopljeni lasnirni uređaj, a dva pomoćnika nose po dvije rakete u transportno-lansirnim kontejnerima.
Moderinizirana raketa 9M111-2 Fagot-M (NATO naziv AT-4 Spigot B) je u naoružanje uvedena 1975. godine. Ova inačica ima domet povećan na 2500 m, a probija 460 mm čeličnog oklopa. Od 1979. godine u proizvodnji je moderinizirani sustav za vođenje 9S451M, a kasnije su razvijene i termovizijske ciljničke sprave 1PN86 Multat i 1PN65 Trakt.
Sustav Fagot se nalazio u naoružanju bivše JNA pa je korišten u sukobima na prostorima bivše SFRJ te se danas nalazi u oružanim snagama brojnim zemljama.

## Vanjske poveznice
|  | Zajednički poslužitelj ima još gradiva o temi 9M111 Fagot |